# Ichneumon unicinctus
Ichneumon unicinctus es una especie de insecto del género Ichneumon de la familia Ichneumonidae del orden Hymenoptera.

Fue descrita científicamente por primera vez en el año 1846 por Brullé.
Es endémica de Madagascar, Mauritius y Reunión.